# Sundochernes brasiliensis
Sundochernes brasiliensis är en spindeldjursart som beskrevs av Beier 1974. Sundochernes brasiliensis ingår i släktet Sundochernes och familjen blindklokrypare. Inga underarter finns listade i Catalogue of Life.